# Better (Boyzone)
Better is een single van de Ierse boyband Boyzone. Het verscheen eind 2008 als gepopulariseerde versie van eenzelfde nummer, zoals die eerder werd geschreven en uitgegeven door Tom Baxter in januari van datzelfde jaar. 
De videoclip van dit nummer bestaat uit vijf zwart-witshots van telkens één bandlid die tegen een vrouw zingt. Stephen Gately vormde hier een uitzondering op; hij staat in de clip tegenover een man. Dit nummer was tevens de laatste waarin Gately te zien zou zijn tot hij in oktober 2009 overleed.